# 安普那韦
安普那韦（英语：Amprenavir），原品牌名称Agenerase，是葛兰素史克公司研发的产品。它是一种用于治疗HIV感染的蛋白酶抑制剂。它于1999年4月15日获得美国食品和药物管理局的批准，每天服用两次，而不是每八小时服用一次。方便的给药是有代价的，因为所需的剂量是1,200毫克，每天两次以8个非常大的150毫克凝胶胶囊或24个50毫克凝胶胶囊的形式提供。
它于1992年获得专利，并于1999年获准用于医疗用途。制造商于2004年12月31日停止生产安普瑞那韦；提供前体药物版本（福沙那韦）。

## 背景

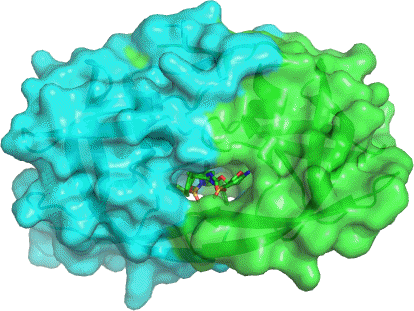
HIV-1蛋白酶二聚体与安普那韦（棒）结合在活性位点。 PDB条目

旨在开发肾素抑制剂作为潜在的抗高血压药的研究导致发现了能够阻断这种肽裂解酶作用的化合物。偶然发现被肾素切割的氨基酸序列与产生HIV肽外壳所需的氨基酸序列相同。肾素抑制剂的结构-活性研究被证明对开发HIV蛋白酶抑制剂具有重要价值。氨基醇部分的结合证明对许多这些药物的抑制活性至关重要。这个单位与他汀中发现的单位密切相关。他汀是一种不寻常的氨基酸，构成胃酶抑素的一部分，胃酶抑素是一种抑制蛋白酶的发酵产物。